# Hôtel de l'Intendance (Lille)
Pour les articles homonymes, voir Hôtel de l'Intendance.
L’hôtel de l'Intendance ou hôtel de l'Évêché est un hôtel particulier situé 68 rue Royale à Lille, dans le département du Nord. Construit au tout début du XVIIIe siècle, il a connu de multiples usages et a successivement été appelé Hôtel de Wambrechies, Hôtel de l'Intendance, Hôtel du Commandement, Hôtel de la Préfecture et enfin Hôtel de l'Evêché. C'est encore aujourd'hui le siège de l'archevêché de Lille.

## Histoire

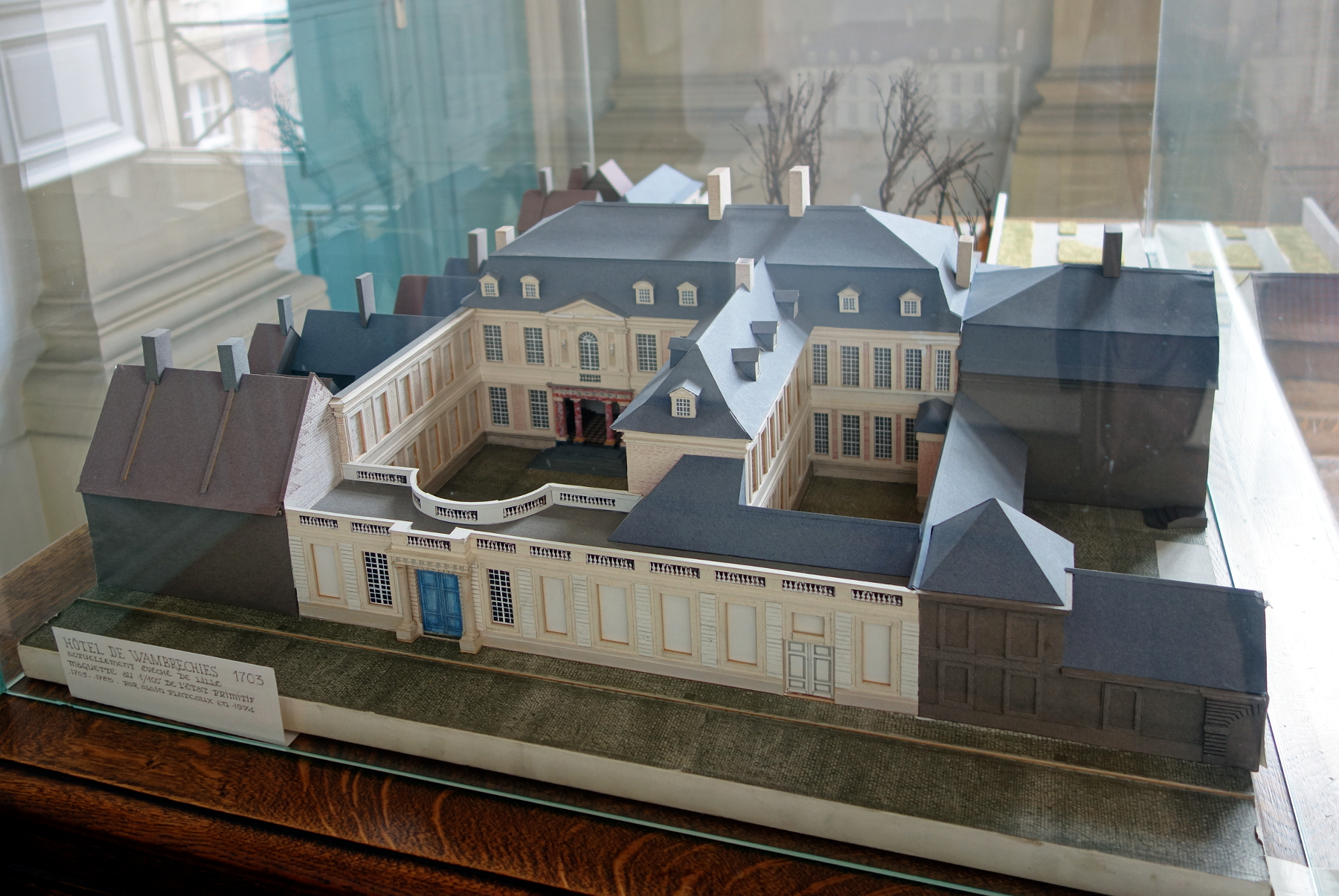
Maquette de l'état originel de l'hôtel de Wambrechies (1703-1785)

L'hôtel est construit entre 1685 et 1703 pour Nicolas François Faulconnier, seigneur de Wambrechies, auquel il doit sa première appellation, l'hôtel de Wambrechies.
Acquis en 1784-1785 par le Magistrat de Lille, l'hôtel est transformé et agrandi par l'architecte Michel-Joseph Lequeux pour accueillir Charles d'Esmangart, Intendant de Flandre et d'Artois. C'est lors d'une visite du chantier de l'hôtel de l'Intendance, le 15 avril 1786, que Lequeux meurt, frappé d'un coup de couteau par un jardinier au cours d'une dispute. Les travaux sont achevés en 1787.
Pendant la Révolution, en 1791, l'hôtel devient le Quartier Général, siège de l'autorité militaire à Lille. En 1796, le commandement de la seizième division y prend ses quartiers. Alors nommé Hôtel du Commandement, c'est là qu'est logé le premier consul Napoléon Bonaparte lors de sa visite à Lille en 1803 à l'issue de laquelle il décide de déplacer la préfecture de Douai à Lille.
D'abord installée dans les locaux de la sous préfecture, rue du Lombard et dans un hôtel particulier de la rue Française (actuelle rue Négrier), la préfecture emménage dans l'ancien hôtel de Wambrechies, qui devient ainsi hôtel de la Préfecture, en 1825. D'importants travaux de restauration sont entrepris à cette occasion, en 1825 et 1826. La préfecture y reste jusqu'en 1872, date à laquelle elle prend possession de ses nouveaux locaux, place de la République.
En 1874, les Dames du Sacré-Cœur rachètent l’ancien hôtel de la Préfecture en vue d'agrandir leur institution mitoyenne. Elles acceptent toutefois de le louer pour cinq ans à Philibert Vrau pour abriter les débuts de l’Université catholique de Lille. Les premiers cours de droit y sont donnés en novembre 1874, avant même la promulgation le 26 juillet 1875 de la loi Wallon du 12 juillet 1875 relative à la liberté de l'enseignement supérieur. L'hôtel accueille ensuite les facultés de droit et de lettres puis le Collège Théologique. Ils y restent jusqu'en 1881, date à laquelle les religieuses souhaitent récupérer les locaux.
Après l'expulsion des religieuses en 1904, l'hôtel est racheté en 1908 par la comtesse Boselli-Scrive qui le met à la disposition des archevêques de Cambrai pour leur servir de pied à terre. En 1913, lorsque le diocèse de Lille est érigé, l'hôtel devient le siège de l'évêché de Lille, élevé en 2008 au rang d'archevêché. L'hôtel a été largement restauré, notamment sa couverture, entre 1995 et 2000.
Ce bâtiment fait l’objet d’un inscription au titre des monuments historiques depuis le 12 février 1927.

## Architecture

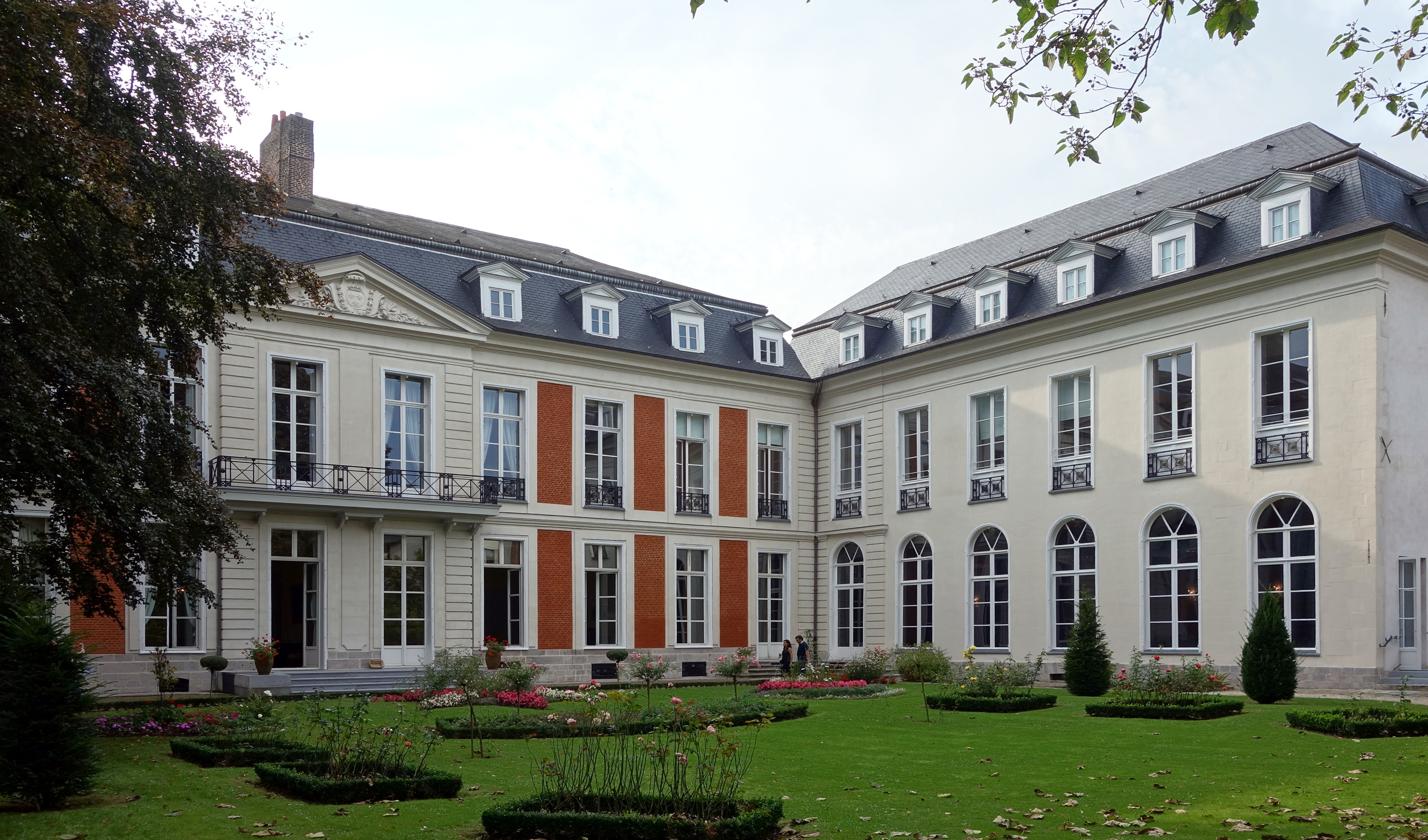
Vue côté jardin

L'hôtel de l'Intendance est un hôtel à la française avec corps de logis entre cour et jardin. En façade, l'avant corps comprend un péristyle autrefois ouvert encadré de colonnes doriques en marbre blanc. Il est surmonté de colonnes ioniques qui soutiennent un fronton triangulaire. Le corps de logis est encadré de deux ailes dont l'aile nord, initialement en trompe-l'œil, a été ajoutée lors des travaux d'extension de 1785 à 1787. À l'arrière, l'hôtel comprend une salle de bal, vaste galerie sur jardin ajoutée lors des mêmes travaux d'extension, qui a été surmontée d'un étage en 1825-1826 pour recevoir le cabinet du préfet et la salle du conseil général.